# Real Fuerza de Defensa de Montserrat
La Real Fuerza de Defensa de Montserrat es la unidad de defensa local del territorio británico de ultramar de Montserrat. La fuerza tiene como objetivo alcanzar la cantidad de 50 efectivos de fuerza de reserva, a partir de los años 2021-22, y es similar en tamaño a una unidad del tamaño de una sección militar.

## Historia
Fundada en 1898, la unidad es actualmente una fuerza reducida de unos 50 soldados voluntarios, dedicados principalmente a la defensa civil y a tareas ceremoniales. La unidad tiene una asociación histórica con los guardias irlandeses.
El actual comandante en jefe es el teniente coronel Alvin Ryan, quien fue designado por primera vez comandante de la fuerza en 2014 y asumió el mando del difunto capitán Horatio Tuitt. El nombramiento de un comandante de unidad con rango de teniente coronel en 2022 fue una novedad para la fuerza.
Como territorio británico de ultramar, la defensa de Montserrat sigue siendo responsabilidad del Reino Unido. El 5 de septiembre de 2024, el Gobernador de Montserrat anunció al Mayor general Alex Turner como Coronel Honorario de la Fuerza de Defensa.

## Rangos

### Oficiales
| Grado militar    | Insignia | Rangos OTAN |
| ---------------- | -------- | ----------- |
| Teniente coronel |          | OF-5        |
| Comandante       |          | OF-4        |
| Capitán          |          | OF-3        |
| Teniente         |          | OF-2        |
| Alférez          |          | OF-1        |
| Cadete           |          | OF-D        |

### Suboficiales
| Grado militar    | Insignia | Rangos OTAN |
| ---------------- | -------- | ----------- |
| Suboficial mayor |          | OR-7        |
| Subteniente      |          | OR-6        |
| Sargento mayor   |          | OR-5        |
| Sargento         |          | OR-4        |
| Cabo primero     |          | OR-3        |
| Cabo             |          | OR-2        |